# Монтескудо
Монтескудо (итал. Montescudo) је насеље у Италији у округу Римини, региону Емилија-Ромања.
Према процени из 2011. у насељу је живело 999 становника. Насеље се налази на надморској висини од 347 м.

## Становништво
Према резултатима пописа становништва 2011. у општини је живело 3.251 становника.
| 1931. | 1936. | 1951. | 1961. | 1971. | 1981. | 1991. | 2001. | 2011. |
| ----- | ----- | ----- | ----- | ----- | ----- | ----- | ----- | ----- |
| 3.241 | 3.309 | 2.987 | 2.295 | 1.804 | 1.612 | 1.630 | 2.099 | 3.251 |